# Heterobraueria scopiferum
Heterobraueria scopiferum är en mångfotingart som beskrevs av Karl Wilhelm Verhoeff 1898. Heterobraueria scopiferum ingår i släktet Heterobraueria och familjen Mastigophorophyllidae. Inga underarter finns listade i Catalogue of Life.